# Ojo de Agua, Bella Vista
Ojo de Agua är en ort i Mexiko.   Den ligger i kommunen Bella Vista och delstaten Chiapas, i den sydöstra delen av landet, 800 km sydost om huvudstaden Mexico City. Ojo de Agua ligger 2 093 meter över havet och antalet invånare är 113.
Terrängen runt Ojo de Agua är bergig åt nordväst, men åt sydost är den kuperad. Ojo de Agua ligger uppe på en höjd. Runt Ojo de Agua är det ganska tätbefolkat, med 78 invånare per kvadratkilometer. Närmaste större samhälle är Frontera Comalapa, 17,6 km öster om Ojo de Agua. Omgivningarna runt Ojo de Agua är en mosaik av jordbruksmark och naturlig växtlighet.